# José Carreras
Josep Maria Carreras i Coll (Barcelona, 5. prosinca 1946.) je španjolski tenor iz Katalonije.
Izvan Španjolske poznat je pod svojim španjolskim imenom José Carreras.

## Životopis
Carrerasov otac, Josep Carreras Soler, nakon građanskog rata u Španjolskoj svoj poziv kao učitelj nije smio više raditi. Obitelj je emigrirala 1951. u Argentinu u nadi za boljim životom. Otac je postao prometni policajac a njegova majka Antonia Coll Saigi je otvorila frizerski salon. 
Carreras je studirao kemiju, a 1963. je počeo pohađati studij pjevanja kod Jaimea Franciscoa Puigia i na konzervatoriju u Barceloni. Godine 1970. je prvi put nastupio na Gran Teatre del Liceu u operi svojeg grada u Verdijevom Nabuccou. 

## Socijalni rad
1987., na vrhuncu svoje karijere Carreras je obolio od akutne limfatske leukemije. Unatoč lošoj prognozi, nakon jedne godine intenzivnog liječenja i transplantacije, uspio je pobijediti bolest i nastaviti s karijerom.
Iz zahvalnosti za tu medicinsku pomoć, 1988. je osnovao Fundación Internacional José Carreras para la lucha contra la leucemia s glavnim sjedištem u Barceloni.

## Vanjske poveznice
- Stranica Joseph Carreras
- José Carreras kod Sony Classical  Arhivirana inačica izvorne stranice od 24. studenoga 2006. (Wayback Machine)
- José Carreras kod Decca Music Group  Arhivirana inačica izvorne stranice od 7. rujna 2008. (Wayback Machine)
- Fansite (engl.)